# أليستير كيسي
أليستير كيسي (بالإنجليزية: Alistair Casey)‏ هو لاعب كرة الريشة بريطاني، ولد في 23 فبراير 1981 في غلاسكو في المملكة المتحدة.

## وصلات خارجية
- أليستير كيسي على موقع BWF.tournamentsoftware.com (الإنجليزية)
- أليستير كيسي على موقع BWFbadminton.com (الإنجليزية)